# Käthe Heintze
Katharina Agnes Edith Heintze, genannt Käthe (auch Käte) Heintze (* 2. Oktober 1889 in Ratibor; † 7. Oktober 1973 in Waldkraiburg), war eine deutsche Kindergärtnerin und Fröbelpädagogin.

## Leben und Wirken
Heintze wuchs in gutsituierten familiären Verhältnissen auf; ihre Eltern waren der Obergerichtsrat Karl Ernst Julius Heintze und seine Frau Pauline Therese Hermine geb. Selle. Bedingt durch den Beruf des Vaters musste die Familie oft umziehen. Nach Abschluss der „Höheren Töchterschule“ und einer Haushaltsschule führte sie zunächst das Leben einer Haustochter, wartend auf die richtige eheliche Partie. Im Alter von 20 Jahren entschied sich Käthe Heintze, gegen den Willen des Vaters, für eine Ausbildung zur Kindergärtnerin. Diese absolvierte sie am Pestalozzi-Fröbel-Haus in Berlin. Anschließend ließ sie sich an der gleichen Bildungsstätte noch zur Jugendleiterin ausbilden.
Ab 1913 bis 1920 war Käthe Heintze als Lehrkraft an einem Braunschweiger Kindergärtnerinnenseminar und folgend an der „Auskunftstelle für Kleinkinderfürsorge“ am Berliner „Zentralinstitut für Erziehung“ tätig. Von 1920 bis 1926 übernahm sie den Aufbau des Kindergartenwesens in Jena. Dieser Tätigkeit folgte der Aufbau und die Leitung des „Friedrich-Fröbel-Hauses“ in Schweina/Thüringen, in der auch eine „Landkinderpflegerinnenschule“ eingerichtet wurde. Die neue Ausbildungsstätte bildete junge Mädchen aus Thüringen mit Volksschul- und einer abgeschlossenen Berufsausbildung zur Leitung von Landkindergärten aus. Käthe Heintze beantragte am 23. Juni 1937 die Aufnahme in die NSDAP und wurde rückwirkend zum 1. Mai desselben Jahres aufgenommen (Mitgliedsnummer 5.044.277). Sie führte das „FriedrichFröbel-Haus“ im Sinne der NS-Ideologie. Demzufolge hatte nach ihr der „Kindergarten und damit auch die Kindergärtnerin vordergründig den Anforderungen der Familie und des Staates zu genügen, weshalb für individuelle Vorstellungen und Ansprüche kein Freiraum mehr gegeben ist“ (zit. n. Kern 2001, S. 78). Und an anderer Stelle interpretierte sie beispielsweise die von Friedrich Fröbel christlich-metaphysisch gerechtfertigte hohe Bedeutung der Einheit von Mutter und Kind entsprechend den „Worten des Führers, der in der Mutter das Unterpfand für die Ewigkeit eines Volkes sieht“ (Heintze 1935, S. 54). Nach Konflikten im Kollegium und mit Vertreten der thüringischen Regierung verließ Käthe Heintze, die für ihre Verdienste in Schweina „vom Führer das Ehrenzeichen für deutsche Volkspflege erhalten hatte“ (Kern 2001, S. 56), das „Friedrich-Fröbel-Haus“. Sie ging zu Peter Petersen nach Jena. Dort leitete sie einen Halbtagskindergarten und ein Kindertagheim für Kinder erwerbstätiger Mütter der Firma Zeiss. Beide Einrichtungen waren als Übungsstätten für Studenten an der Universität Jena vorgesehen.
Nach dem Zusammenbruch der nationalsozialistischen Diktatur wurde Käthe Heintze wegen ihrer NSDAP-Zugehörigkeit all ihrer Ämter enthoben. Sie übersiedelte 1948 nach Hamburg und übernahm die Geschäftsführung des „Pestalozzi-Fröbel-Verbandes“. Dort war eine ihrer Hauptaufgaben die Ausarbeitung von Richtlinien, Statuten und Arbeitsprogrammen für Kindergärten und soziale Ausbildungsstätten.

## Werke (Auswahl)
- Friedrich-Fröbel-Stätten in Schweina-Liebenstein. o. O./o. J.
- Der Dorfkindergarten als Erziehungsstätte. Weimar 1935
- Wir wachsen ins Volk! Bilder aus einem deutschen Kindergarten. Berlin 1939.
- Das Friedrich-Fröbel-Haus in Schweina und seine Landdkinderpflegerinnen-Schule. In: Waldemar Döpel: Der Dorfkindergarten  als Erziehungsstätte. Weimar o. J., S. 64–69.
- Ein letzter Zeuge des letzten Wirkens von Fröbel in Schweina. In: Waldemar Döpel (Hrsg.): Fröbelstätten in Thüringen. Weimar o. J., S. 140–145.
- Peter Petersen und die Thüringer Fröbel Bewegung. In: Pädagogische Rundschau. Jhg. 18, 1964, S. 520–524.
- Das Kleinkind innerhalb der Jenaer Erziehungswissenschaft. In: H. Mieskes (Hrsg.): Jenaplan. Anruf und Antwort. Oberursel 1965.